# Leon Tsoukernik
Leon Tsoukernik (výslovnost: [cukernik]), rusky Леон Цукерник (* 7. listopadu 1973 Moskva) je český podnikatel ze židovské rodiny, pokerový hráč, bývalý majitel řetězce kasin a bývalý obchodník se starožitnostmi a uměním, filantrop a mecenáš, bývalý majitel kasinového a hotelového řetězce King's. Tsoukernik působil také jako CEO společnosti King´s Entertaiment a. s.
Leon Tsoukernik patří mezi hráče, kteří se označují jako High Roller. Za 30 let své profesionální hráčské kariéry vystupoval v různých televizních pořadech, zúčastnil se mnoha světových VIP cash games a jeho celkové výhry přesahují 100 milionů dolarů. Na mezinárodní turnajové scéně Tsoukernik vyhrál pres 5,3 milionů dolarů.
Jako filantrop a mecenáš Leon Tsoukernik podporuje řadu projektů, jako například charitativní organizaci One Drop, která se snaží o zajištění zdrojů pitné vody v oblastech světa trpících jejím nedostatkem. Mimo jiné koupil pozemek, na kterém stála židovská synagoga v Mariánských Lázních, aby zachránil základy této cenné historické památky. V současné době[kdy?] Leon Tsoukernik připravuje projekt na vybudování nové moderní synagogy.
V lednu 2025 byl Tsoukernik hospitalizován v plzeňské fakultní nemocnici z důvodu neodborné nitrožilní aplikace propofolu. Zpočátku se nacházel v bezvědomí, ze kterého se později probral.

## Kariéra
Svoji kariéru začal na začátku roku 1991 v Torontu v Kanadě, kde působil jako pomocník v obchodě se starožitnostmi. Po příjezdu do Česka v roce 1993 pracoval ve státním podniku Soluna na Praze 1, který se také zabýval starožitnostmi.

### Obchodník se starožitnostmi
V roce 1994 si Tsoukernik otevřel svůj první vlastní obchod v Praze. V roce 1995 pak otevřel obchod se starožitnostmi i v New Yorku, roku 1999 ve Washingtonu DC. Jako obchodník se starožitnostmi a s uměním se zúčastnil řady světových výstav. Leon Tsoukernik je hlavním patronem muzea Albertina ve Vídni.
V roce 2002 ukončil svoji kariéru ve starožitnictví a začal s výstavbou luxusního kasina v Rozvadově.
O podnikatelské cestě a sběratelské vášni Leona Tsoukernika psal i časopis Forbes.

### King’s Casino
Leon Tsoukernik se rozhodl koupit pozemek v Rozvadově na hraničním přechodu mezi Českou republikou a Německem a postavit zde vlastní kasino. K otevření došlo 26. června 2003, kasino neslo název King’s Casino Rozvadov. Od roku 2009 se kasino orientuje na poker.
Jako majitel King’s Casino Rozvadov získal v roce 2014 Tsoukernik ocenění Osobnost pokerového průmyslu od European Poker Awards.
V roce 2014 koupil Tsoukernik Casino Bellevue Marienbad. 
V roce 2016 začal s přístavbou King’s Casina Rozvadov a nového přilehlého pětihvězdičkového hotelu. King’s Casino se díky tomu stalo největší pokerovou arénou v Evropě s celkovou kapacitou hotelu téměř 400 pokojů. Součástí hotelu je také obrazárna s obrazy Andyho Warhola, Daimler Motorkutsche (1886) a Benz Patent-Motorwagen (1886). V listopadu 2019 Tsoukernik koupil kasino v pražském Hiltonu a změnil název z původního Atrium Casino na King's Casino Prague.
Roku 2015 navázal Tsoukernik spolupráci se společností Ceasers Entertaiments, která vlastní kasina v Las Vegas a pořádá Mistrovství světa v pokeru World Series of Poker. Tsoukernik zorganizoval první akci WSOP Circuit v České republice. Na tuto spolupráci navázal v roce 2016, kdy se mu podařilo dohodnout pořádání WSOP Circuit až do roku 2021, ale především příchod WSOP Europe do České republiky. King’s Casino Rozvadov se tak stalo domovem WSOPE pro Caesars Entertainment.
První ročník WSOP Europe v roce 2017 navštívilo přes 20 tisíc hráčů a šlo tak o největší turnaj v historii mimo americké Las Vegas. Kromě špičkových profesionálních hráčů pokeru, jako je Američan Phil Ivey, přijel i bývalý tenista Boris Becker. Milovníci pokeru hráli o více než 600 milionů korun.
Součástí WSOP Europe 2017 byl také turnaj NLH One Roller for One Drop, kterého se zúčastnilo 132 hráčů, z nichž každý zaplatil vstupné 111 111 eur. To umožnilo vybrat částku přes 970 000 eur pro charitativní organizaci One Drop, která pomáhá zajistit zdroje pitné vody v oblastech světa trpících jejím nedostatkem.
V roce 2023 se v King's Resortu v Rozvadově konala hlavní událost World Series of Poker v Evropě. Rekordní WSOP Europe překonala očekávání s celkovým prize pool v hlavním turnaji 7 761 500 eur a počtem 817 účastníků. Vítěz obdržel 1 500 000 eur, což překonalo předchozí rekord z roku 2022, kdy vyhrál Omar Eljach s odměnou 1 380 128 eur.
Tsoukernik pořádal od roku 2012 ve spolupráci s Flutter International (PokerStars) turnaje Eureka Poker Tour v King’s Resort na Rozvadově a od roku 2019 EPT v King’s Casino Praha. Tyto události dělají z České republiky jedno z klíčových míst pro pokerové turnaje v Evropě.
V roce 2023 King’s Resort navštívilo více než 500 000 lidí, nabízejí přes 500 hotelových pokojů a pracovalo zde okolo 1000 zaměstnanců.

### Hráč pokeru
Jako pokerový hráč se Tsoukernik pravidelně účastní světových turnajů s vysokým vstupným (tzv. High Rollerů) a cash games s velkými sázkami. K jeho nejlepším turnajovým výsledkům patří první místo v EPT Super High Roller turnaji v Praze (2016), kde vyhrál 741 100 eur, čtvrté místo v Super High Roller Bowl turnaji v Las Vegas (2017), kde vyhrál 1 800 000 dolarů nebo vítězství v High Rolleru EM European Poker Championship (2018) s výhrou 370 000 eur.
Na jaře 2018 se Leon Tsoukernik zúčastnil jedné z největších cash games v Montréalu, kde zvítězil a vyhrál rekordní částku přes 4 700 000 dolarů nad Mattem Kirkem. V rámci WSOP Europe 2019 Tsoukernik porazil Phila Iveyho v heads-upu a vyhrál 100 000 eur Short Deck High Roller a vyhrál 1 102 000 eur. V roce 2020 vyhrál v rakouském Seefeldu u hracího automatu 1 370 000 eur (zhruba 34,5 milionu korun). Stal se tak výhercem nejvyšší částky na hracím automatu v Evropě.
| Datum        | Země            | Akce | Umístění |             | Výhra       |
| ------------ | --------------- | --- | -------- | ----------- | ----------- |
| 10. 09. 2022 | Kypr            | $ 200,000 No Limit Hold'em - Coin Rivet Invitational (Event #6) Triton Poker Super High Roller Series Cyprus, Kyrenia            | 15.      |             | $ 400,000   |
| 26. 07. 2020 | Mezinárodní     | $ 2,500 Pot Limit Omaha (Event #40) World Series of Poker - WSOP Online 2020 at GGPoker, Online                                  | 4.       |             | $ 88,412    |
| 26. 07. 2020 | Mezinárodní     | $ 400 No Limit Hold'em - COLOSSUS (Event #10) World Series of Poker - WSOP Online 2020 at GGPoker, Online                        | 1282.    |             | $ 840       |
| 2. 08. 2020  | Mezinárodní     | $ 1,000 Short Deck No Limit Hold'em (Event #47) World Series of Poker - WSOP Online 2020 at GGPoker, Online                      | 27.      |             | $ 2,679     |
| 2. 08. 2020  | Mezinárodní     | $ 1,500 MILLIONAIRE MAKER (Event #48) World Series of Poker - WSOP Online 2020 at GGPoker, Online                                | 135.     |             | $ 7,064     |
| 19. 10. 2019 | Česká republika | € 100,000 No Limit Hold'em Short Deck - King's Super High Roller World Series of Poker Europe - WSOPE 2019, Rozvadov             | 1.       | € 1,102,000 | $ 1,231,519 |
| 18. 10. 2019 | Česká republika | € 25,500 No Limit Short Deck Hold'em - High Roller (Event #6) World Series of Poker Europe - WSOPE 2019, Rozvadov                | 14.      | €37,45      | $ 41,847    |
| 13. 08. 2019 | Česká republika | € 25,000 + 500 No Limit Hold'em - Triton Short Deck partypoker LIVE - partypoker MILLIONS Europe, Rozvadov                       | 3.       | €104,50     | $ 117,101   |
| 01. 07. 2019 | Las Vegas       | $ 5,000 No Limit Hold'em - 6-Handed (Event #70) 50th World Series of Poker - WSOP 2019, Las Vegas                                | 75.      |             | $ 8,659     |
| 07. 05. 2019 | Černá hora      | HK$ 100,000 Short Deck No Limit Hold'em - Ante Only (Event #3) Triton Poker Super High Roller Series Montenegro, Budva           | 4.       | HK$ 700,000 | $ 89,199    |
| 24. 03. 2019 | Brazílie        | $ 25,000 No Limit Hold'em - 25K (Event #13) partypoker LIVE - partypoker MILLIONS South America, Rio De Janeiro                  | 2.       |             | $ 109,500   |
| 09. 11. 2018 | Bahamy          | $ 25,000 + 500 No Limit Hold'em - MILLIONS World partypoker LIVE - partypoker Caribbean Poker Party, Nassau                      | 14.      |             | $ 120,000   |
| 25. 7. 2018  | Rakousko        | € 25,000 + 750 No Limit Hold'em - Super High Roller Championship Poker EM 2018, Velden                                           | 1.       | €370,00     | $ 432,819   |
| 04. 07. 2018 | Česká republika | € 550 + 50 No Limit Hold'em - SPF High Roller Tournament Spanish Poker Festival - SPF Rozvadov presented by partypoker, Rozvadov | 10.      | €1,44       | $ 1,674     |
| 08. 09. 2017 | Rusko           | $ 10,000 + 300 No Limit Hold'em - High Roller partypoker LIVE - partypoker MILLIONS Russia, Sochi                                | 4.       |             | $ 100,000   |
| 28. 07. 2017 | Česká republika | € 55 + 5 No Limit Hold'em- - Turbo Spanish Poker Festival - SPF Rozvadov presented by partypoker, Rozvadov                       | 2.       | €944        | $ 1,061     |
| 28. 05. 2017 | Spojené státy   | $ 300,000 No Limit Hold'em 2017 Super High Roller Bowl, Las Vegas                                                                | 4.       |             | $ 1,800,000 |
| 11. 12. 2016 | Česká republika | € 48,500 + 1,500 No Limit Hold'em - Super High Roller European Poker Tour - EPT Prague, Prague                                   | 1.       | €741,10     | $ 782,453   |
| 03. 10. 2014 | Česká republika | € 2,200 Pot Limit Omaha - Main Event European Masters Series of Pot Limit Omaha, Rozvadov                                        | 1.       | €27,44      | $ 34,698    |
| 01. 08. 2014 | Česká republika | € 2,200 Pot-Limit Omaha Main Event European Masters Series of Pot Limit Omaha, Rozvadov                                          | 3.       | €13,34      | $ 17,863    |
| 14. 05. 2011 | Rakousko        | € 2,000 No Limit Hold'em - Main Event Casinos Austria Poker Tour - CAPT Innsbruck, Innsbruck                                     | 2.       | €33,02      | $ 47,248    |

### Sběratel umění
Svoji významnou sbírku umění Leon Tsoukernik dává dohromady od počátku 90. let a obsahuje více než 2000 uměleckých předmětů francouzských, britských a českých umělců. Ve své sbírce má díla od slavných umělců jako je například Henri Matisse, Vasilij Kandinskij, Pablo Picasso, Alfons Mucha, Emil Filla, Richard Dickins, Pierre-August Renoir, Tony Cragg, Anish Kapoor, Damian Hirst, Fernand Léger, Andy Warhol, Alfred Sisley, Jean Dubuffet, Toyen a NFT digitální díla Refika Anadola. Vlastní rozsáhlou sbírku české avantgardy.

### Mecenáš a filantrop
Poskytl přes 1 000 000 eur na pomoc ukrajinským dětem, které ze svých domovů vyhnala válka. Také podporuje muzea a divadla na Ukrajině. S pomocí Ukrajinského velvyslanectví v Mariánských Lázních uspořádal dětský šachový turnaj, na který pozval děti z válkou zasažených oblastí. V roce 2021 věnoval 500 000 korun obcím na Moravě, které zasáhlo ničivé tornádo.

## Osobní život
Leon Tsoukernik se narodil v Moskvě (tehdejší SSSR) v židovské rodině. V 16 letech emigroval z Moskvy do Izraele, pak dále do Itálie a v roce 1991 se přesunul z Itálie do Toronta v Kanadě. Na počátku roku 1993 přijel na turistickou návštěvu do Čech a v České republice žije dodnes. V letech 1993-2002 žil a pracoval v Praze. Aktuálně žije v Chodové Plané v západních Čechách, nedaleko svého King’s Casina Rozvadov. Se svou partnerkou Sandrou Tsoukernik má dvě děti, syna Leonela a dceru Isabelle. Zapojuje se do aktivit Plzeňského kraje, finančně podporuje FN v Plzni, sponzoruje Český atletický svaz, hokejové i fotbalové kluby, hasičské sbory a kulturní dění. Uspořádal vystoupení Michala Davida, se kterým jsou blízcí přátelé.
Po smrti Karla Gotta, se kterým se více než 25 let přátelil, ukrýval ve svém domě vdovu Ivanu Gottovou s dcerami.
Vlastní vrtulník Bell 429. Jeho bratr Michael Zukernik je významný evropský dirigent.

### Leon Tsoukernik jako polyglot
Leon Tsoukernik je polyglot, který během svého života žil v různých zemích a mluví celkem 8 jazyky – česky, rusky, anglicky, francouzsky, italsky, španělsky, německy a hebrejsky.

### Synagoga v Mariánských Lázních
V roce 2023 Leon Tsoukernik koupil pozemek v Mariánských Lázních, na němž od roku 1884 až do roku 1938 stála synagoga, kterou zapálili a zcela zničili během Křišťálové noci z 9. na 10. listopadu 1938 nacisté. Na pozemku plánuje Tsoukernik vybudovat novou moderní synagogu, pro jejíž stavbu vybral světoznámého izraelsko-kanadského architekta Mošeho Safdie. Ten navrhl architekturu řady věhlasných staveb po celém světě, jako například muzeum holocaustu Jad vašem, resort Marina Bay Sands v Singapuru nebo zábavní a obchodní centrum Jewel Changi Airport u singapurského mezinárodního letiště.

### Ocenění
Leon Tsoukernik získal řadu ocenění, jako je například Global Poker Awards, King's Resort Fan Favorite Livestream Nomination a řadu dalších. V České republice Leon Tsoukernik významně přispěl k podpoře cestovního ruchu a hotelnictví a získal cenu neziskové organizace Comenius Českých 100 Nejlepších v kategorii Cestovní ruch a hotelnictví. Pětihvězdičkový luxusní hotel King’s Resort s vlastním wellness centrem a kasinem vyhrál mezinárodní cenu International Hotel & Property Awards 2020 a také The International Yacht & Aviation Awards 2020 v kategorii Hotel over 200 rooms – Global .

### Spory
Leon Tsoukernik řešil během své kariéry také několik sporů. Jedním z nich byla rozepře s Eltonem Tsangem. Ten tvrdil, že při hře v soukromé hře pořádané v Casino Barcelona prohrál Leon Tsoukernik přes 3 000 000 eur, ale zaplatil pouze 1 200 000 eur a odmítl zaplatit zbývající částku. Odvolával se na to, že při hře byly použité praktiky, které kazí sportovního ducha hry.
Tsang potvrdil příběh v rozhovoru z roku 2017, kde dále ujasnil, že částka, kterou mu byla dlužna, byla mnohem vyšší. Uvedl, že vyhrál od Tsoukernika 1 190 000 eur v prvních třech kolech, plus další 3 375 000 eur v posledním sezení, z čehož Tsoukernik zaplatil 1 200 000 eur, takže mu stále dlužil 3 365 000 eur.
Elton Tsang pochází z Hongkongu a je významný pokerový hráč, který se proslavil na mezinárodní scéně, zejména díky svému úspěchu v high-stakes turnajích. Spor nebyl řešen prostřednictvím soudu, ale na přátelské úrovni mezi oběma hráči.
Další spor se odehrál mezi Leonem Tsoukernikem a Mattem Kirkem. Odehrál se v roce 2017 v Las Vegas v casinu Aria. Matthew Kirk je australský profesionální pokerový hráč známý pro svou účast v high-stakes cash games. Matt Kirk tvrdí, že půjčil Tsoukernikovi 3 miliony dolarů během jejich hry v Las Vegas, z čehož Tsoukernik vrátil pouze 1 milion dolarů. O rok později se oba hráči dohodli a nyní jsou dobrými přáteli.
Společnost King’s Entertainment a.s. v roce 2021 žalovala sociální síť Facebook a Instagram za poškození pověsti a zneužití ochranné známky King's Resortu. Požadovala odškodnění 1 miliardu korun. Klamavé reklamy, které se na Facebooku a Instagramu objevily, lákaly k registraci v online verzi kasina King's. Žádnou takovou verzi však King's Resort neprovozuje a soud rozhodl v Tsoukernikův prospěch. Poukázal na to, že přijetí podvodné inzerce bylo v rozporu s českým zákonem a nařídil Facebooku reklamy smazat. Dohady o náhradu škody pokračují dodnes.